# Fridolin Hofer
Fridolin Hofer (* 26. Oktober 1861 in Meggen; † 16. März 1940 in Römerswil) war ein Schweizer Dichter.

## Leben
Fridolin Hofer wurde am 26. Oktober 1861 als Sohn des Schneiders und Uhrmachers Josef Franz Hofer in Meggen geboren. Von 1877 bis 1881 absolvierte er das Lehrerseminar in Hitzkirch, wo sein literarisches Talent von Seminardirektor Kunz gefördert wurde. Anschliessend arbeitete er von 1881 bis 1887 als Lehrer in Buchrain und Luzern. In den Jahren 1888 bis 1895 bestritt er seinen Lebensunterhalt als Erzieher in Florenz und bildete sich nebenbei autodidaktisch in alter und moderner Sprache weiter. Danach weilte er in Paris und kehrte 1898 zu seinem Bruder Jost in die Schweiz zurück, der in Eschenbach einen landwirtschaftlichen Betrieb führte. Ab 1907 lebte er endgültig bei seinem Bruder in Römerswil und half in dessen Landwirtschaft mit. Zu dieser Zeit kam es erstmals zu Veröffentlichungen seiner Werke.
Hofer, der unverheiratet blieb, verstarb nach jahrelangen schweren gesundheitlichen Problemen am 16. März 1940 in Römerswil.

## Wirken
Hofer überzeugt in seinem schmalen Gedichtwerk durch lyrische Verse sowie durch  Musikalität. Inhaltlich liess sich Hofer vor allem von der bäuerlichen Welt und der Natur inspirieren. Seine Werke sind mit einer Ausnahme in Hochdeutsch verfasst.

## Werke
- Stimmen aus der Stille, 1907 (3. Auflage 1959)
- Im Feld- und Firnelicht, 1914
- Daheim, 1918 (2. Auflage 1924)
- Neue Gedichte, 1924
- Festlicher Alltag, 1930
- Mit leuchtendem Land versponnen, herausgegeben von W. Haas, 1983

## Ehrungen
- 1917 und 1931 Ehrengabe der Schillerstiftung
- 1927 Ehrenbürger von Römerswil
- 1952 Einweihung des Fridolin Hofer-Platzes in Meggen
- 1960 Hoferbrunnen in Römerswil
- 2007 Einweihung des Fridolin Hofer-Begegnungsplatzes in Römerswil
- 2012 Ehrenbürger von Meggen